# マイク・ベーカー (歌手)
マイク・ベーカー（Mike Baker、1963年9月2日 - 2008年10月29日）は、アメリカ合衆国のプログレッシブ・メタル・バンド、シャドウ・ギャラリーのリード・ボーカリスト。

## 経歴
ベーカーは、1985年に、当時はソーサラー (Sorcerer) という名で結成されたシャドウ・ギャラリーの中心メンバーのひとりであった。アリス・クーパーや、ブラック・サバスのロニー・ジェイムス・ディオ、ジューダス・プリーストのロブ・ハルフォード、アイアン・メイデンのブルース・ディッキンソンらに強く影響を受けたベーカーは、これらのバンドやボーカリストの音楽性を統合して独自の歌唱スタイルを編み出した。
ベーカーは、もっぱら自己流で学んだボーカリストであり、もともと高校ではベース・プレイヤーであった。ベースを弾きながら歌うことに困難を感じた彼は、所属していたバンドを辞めて、リード・ボーカルに専念することになった。ソーサラーを結成する前、1980年代前半には、Nasty Nasty や Axxis. など地元のバンドと組んでデモ音源を作っていた。
ベーカーはまた、エイリオンの2004年のアルバム『The Human Equation』からの2枚目のシングル「Day Sixteen: Loser」で、ゲスト・ボーカルを務めたほか、『Leonardo: The Absolute Man’』のオリジナル・キャストも務めた。
2008年10月31日に the Shadow Gallery News のリストに流れたメールによると、ベーカーは心筋梗塞に襲われ、45歳で死去したという。